# Полоз, Дмитрий Дмитриевич
Дми́трий Дми́триевич По́лоз (род. 12 июля 1991, Ставрополь, СССР) — российский футболист, нападающий. В 2014—2018 годах сыграл 19 матчей за сборную России.

## Клубная карьера

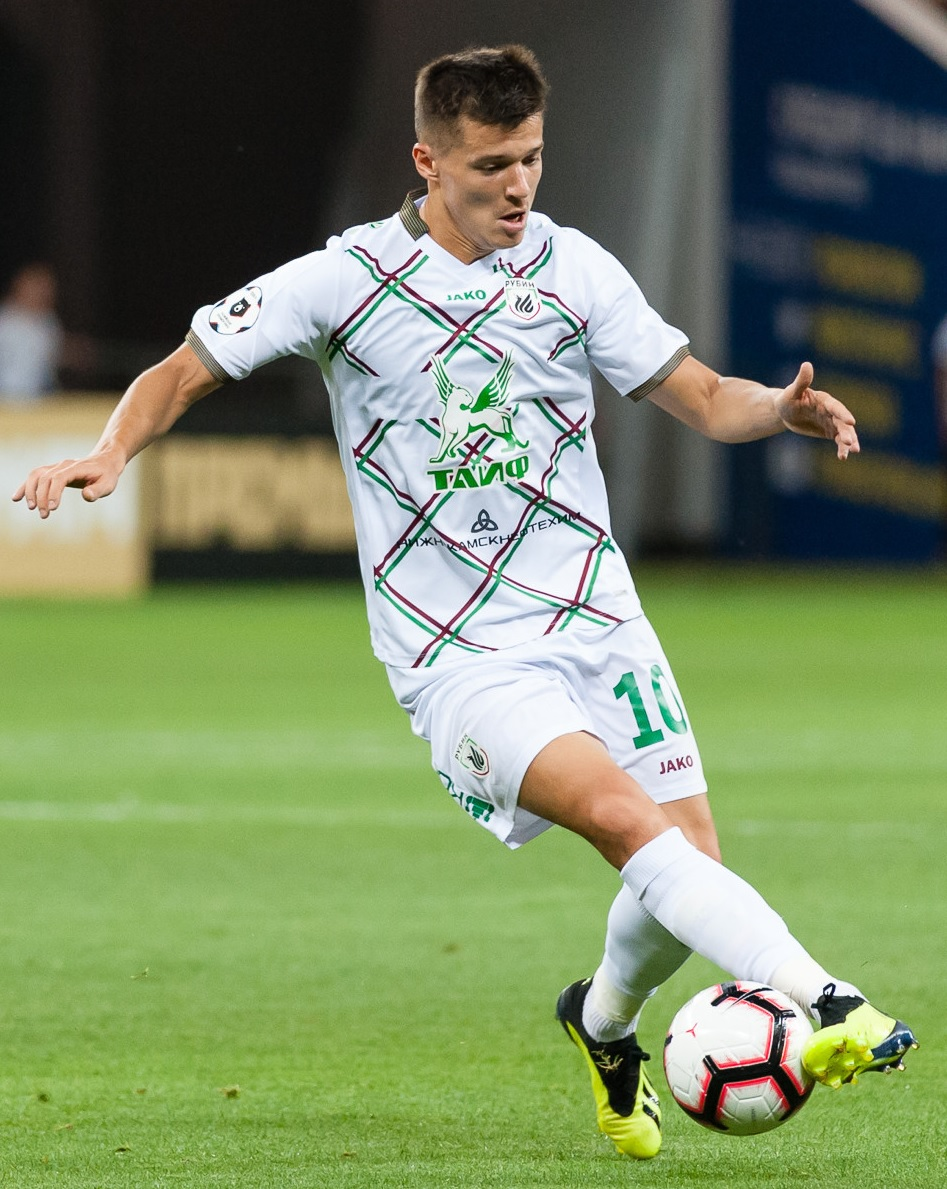
Полоз в составе «Рубина» в 2018 г.

Родился в Ставрополе и начинал играть в школе местного «Динамо». С 2005 занимался в академии московского «Локомотива».
Дебют в первой команде «Локомотива» состоялся 15 июля 2009 года в матче Кубка России против хабаровской «СКА-Энергии». 
В январе 2012 года перешёл в «Ростов». Дебютировал в чемпионате России в 35-м туре, в матче против «Терека».
В июне 2017 года подписал контракт с «Зенитом». Первый гол за команду забил 24 сентября в матче против «Краснодара»
Летом 2018 года был отдан в аренду в казанский «Рубин» сроком на один год. В мае 2019 года покинул «Рубин» по окончании аренды.
23 августа 2020 года футбольные клубы «Ростов» и «Сочи» провели обмен игроками. Так, в состав «Ростова» вернулся нападающий Дмитрий Полоз, в «Сочи» перешёл полузащитник Ивелин Попов.
28 ноября 2020 года сделал хет-трик (два гола с пенальти) в ворота московского «Динамо» в домашнем матче чемпионата России (4:1). Это был первый хет-трик для футболистов «Ростова» с 2013 года.
6 апреля 2022 года первый раз в карьере не смог реализовать пенальти в матче против «Крыльев Советов».
28 июля 2023 года на правах свободного агента пополнил московское «Торпедо». 14 мая 2024 года контракт был расторгнут по взаимному согласию сторон. 
4 сентября 2024 года перешёл в любительский клуб «Красное Знамя».

### Личная жизнь
Женат. Супруга Елизавета Полоз (в браке с 14.06.14). В январе 2015 года у пары родился сын Матвей, а 03.03.21 второй сын Фёдор.

## Карьера в сборной
В составе юношеской сборной России стал победителем турнира памяти Гранаткина 2009 года. 
31 мая 2013 года попал в расширенный список студенческой сборной России для участия во Всемирной Универсиаде в Казани. В окончательный список игроков включён не был.
29 августа 2014 года был вызван в сборную России на матчи с командами Азербайджана и Лихтенштейна. Дебютировал 3 сентября 2014 в товарищеском матче со сборной Азербайджана (4:0). 
5 июня 2017 года в товарищеском матче со сборной Венгрии (3:0) забил свой первый гол за национальную команду. 
Участник Кубка конфедераций 2017. На турнире принял участие в трёх встречах, в матче-открытии со сборной Новой Зеландии передал голевой пас на Дениса Глушакова, однако сборная России заняла 3-е место в группе и не смогла пробиться в полуфинал.

## Статистика выступлений

### Клубная
| Выступление        | Выступление      | Выступление      | Лига | Лига | Кубки | Кубки | Еврокубки | Еврокубки | Стыковые матчи | Стыковые матчи | Итого | Итого |
| Клуб               | Лига             | Сезон            | Игры | Голы | Игры  | Голы  | Игры      | Голы      | Игры           | Голы           | Игры  | Голы  |
| ------------------ | ---------------- | ---------------- | ---- | ---- | ----- | ----- | --------- | --------- | -------------- | -------------- | ----- | ----- |
| Локомотив (Москва) | РФПЛ             | 2009             | 0    | 0    | 1     | 0     | —         | —         | —              | —              | 1     | 0     |
| Локомотив (Москва) | Итого            | Итого            | 0    | 0    | 1     | 0     | —         | —         | —              | —              | 1     | 0     |
| Ростов             | РФПЛ             | 2011/12          | 7    | 0    | 1     | 0     | —         | —         | 2              | 0              | 10    | 0     |
| Ростов             | РФПЛ             | 2012/13          | 17   | 3    | 3     | 0     | —         | —         | 2              | 0              | 22    | 3     |
| Ростов             | РФПЛ             | 2013/14          | 27   | 1    | 3     | 0     | —         | —         | —              | —              | 30    | 1     |
| Ростов             | РФПЛ             | 2014/15          | 20   | 4    | 2     | 0     | 2         | 0         | 0              | 0              | 24    | 4     |
| Ростов             | РФПЛ             | 2015/16          | 30   | 7    | 0     | 0     | —         | —         | —              | —              | 30    | 7     |
| Ростов             | РФПЛ             | 2016/17          | 26   | 7    | 0     | 0     | 14        | 7         | —              | —              | 40    | 14    |
| Ростов             | Итого            | Итого            | 127  | 22   | 9     | 0     | 16        | 7         | 4              | 0              | 156   | 29    |
| Зенит (СПб)        | РФПЛ             | 2017/18          | 19   | 1    | 1     | 1     | 11        | 1         | —              | —              | 31    | 3     |
| Зенит (СПб)        | Итого            | Итого            | 19   | 1    | 1     | 1     | 11        | 1         | —              | —              | 31    | 3     |
| → Рубин            | РПЛ              | 2018/19          | 27   | 5    | 3     | 0     | —         | —         | —              | —              | 30    | 5     |
| → Рубин            | Итого            | Итого            | 27   | 5    | 3     | 0     | —         | —         | —              | —              | 30    | 5     |
| Сочи               | РПЛ              | 2019/20          | 24   | 5    | 1     | 0     | —         | —         | —              | —              | 25    | 5     |
| Сочи               | РПЛ              | 2020/21          | 3    | 1    | 0     | 0     | —         | —         | —              | —              | 3     | 1     |
| Сочи               | Итого            | Итого            | 27   | 6    | 1     | 0     | —         | —         | —              | —              | 28    | 6     |
| Ростов             | РПЛ              | 2020/21          | 26   | 6    | 1     | 0     | 1         | 0         | —              | —              | 28    | 6     |
| Ростов             | РПЛ              | 2021/22          | 27   | 14   | 1     | 0     | —         | —         | —              | —              | 28    | 14    |
| Ростов             | РПЛ              | 2022/23          | 25   | 8    | 5     | 1     | —         | —         | —              | —              | 30    | 9     |
| Ростов             | Итого            | Итого            | 78   | 28   | 7     | 1     | 1         | 0         | —              | —              | 86    | 29    |
| Торпедо (Москва)   | Первая лига      | 2023/24          | 20   | 0    | 1     | 1     | —         | —         | —              | —              | 21    | 1     |
| Торпедо (Москва)   | Итого            | Итого            | 20   | 0    | 1     | 1     | —         | —         | —              | —              | 21    | 1     |
| Всего за карьеру   | Всего за карьеру | Всего за карьеру | 298  | 62   | 23    | 3     | 28        | 8         | 4              | 0              | 353   | 73    |

### Матчи за сборную
| Матчи и голы Полоза за сборную России | Матчи и голы Полоза за сборную России | Матчи и голы Полоза за сборную России | Матчи и голы Полоза за сборную России | Матчи и голы Полоза за сборную России | Матчи и голы Полоза за сборную России |
| №                                     | Дата                                  | Оппонент                              | Счёт                                  | Голы                                  | Соревнование                          |
| ------------------------------------- | ------------------------------------- | ------------------------------------- | ------------------------------------- | ------------------------------------- | ------------------------------------- |
| 1                                     | 3 сентября 2014                       | Азербайджан                           | 4:0                                   | —                                     | Товарищеский матч                     |
| 2                                     | 12 октября 2014                       | Молдова                               | 1:1                                   | —                                     | Отборочные матчи ЧЕ-2016              |
| 3                                     | 6 сентября 2016                       | Гана                                  | 1:0                                   | —                                     | Товарищеский матч                     |
| 4                                     | 9 октября 2016                        | Коста-Рика                            | 3:4                                   | —                                     | Товарищеский матч                     |
| 5                                     | 10 ноября 2016                        | Катар                                 | 2:1                                   | —                                     | Товарищеский матч                     |
| 6                                     | 15 ноября 2016                        | Румыния                               | 1:0                                   | —                                     | Товарищеский матч                     |
| 7                                     | 24 марта 2017                         | Кот-д’Ивуар                           | 0:2                                   | —                                     | Товарищеский матч                     |
| 8                                     | 28 марта 2017                         | Бельгия                               | 3:3                                   | —                                     | Товарищеский матч                     |
| 9                                     | 5 июня 2017                           | Венгрия                               | 0:3                                   | 89′                                   | Товарищеский матч                     |
| 10                                    | 9 июня 2017                           | Чили                                  | 1:1                                   | —                                     | Товарищеский матч                     |
| 11                                    | 17 июня 2017                          | Новая Зеландия                        | 2:0                                   | —                                     | Кубок конфедераций 2017               |
| 12                                    | 21 июня 2017                          | Португалия                            | 0:1                                   | —                                     | Кубок конфедераций 2017               |
| 13                                    | 24 июня 2017                          | Мексика                               | 2:1                                   | —                                     | Кубок конфедераций 2017               |
| 14                                    | 10 октября 2017                       | Иран                                  | 1:1                                   | 74′                                   | Товарищеский матч                     |
| 15                                    | 11 ноября 2017                        | Аргентина                             | 0:1                                   | —                                     | Товарищеский матч                     |
| 16                                    | 10 сентября 2018                      | Чехия                                 | 5:1                                   | 83′                                   | Товарищеский матч                     |
| 17                                    | 14 октября 2018                       | Турция                                | 2:0                                   | —                                     | Лига наций УЕФА 2018/2019             |
| 18                                    | 15 ноября 2018                        | Германия                              | 3:0                                   | —                                     | Товарищеский матч                     |
| 19                                    | 20 ноября 2018                        | Швеция                                | 2:0                                   | —                                     | Лига наций УЕФА 2018/2019             |

Итого: 19 матчей / 3 гола; 7 побед, 4 ничьих, 8 поражений.

## Достижения

### Командные
«Локомотив» (Москва)
- Победитель молодёжного первенства России: 2011
- Бронзовый призёр молодёжного первенства России: 2008
- Итого : 1 трофей

«Ростов»
- Серебряный призёр чемпионата России: 2015/16
- Обладатель Кубка России: 2013/14
- Финалист Суперкубка России: 2014
- Итого : 1 трофей

### Личные
- В списках 33 лучших футболистов чемпионата России (3): 2015/16 (III), 2016/17 (II), 2021/22 (III)